# Club Atlético Santo Domingo
El Club Atlético Santo Domingo, antes conocido como Club Deportivo Puerto Quito, fue un equipo de fútbol profesional de la ciudad de Santo Domingo, Provincia de Santo Domingo de los Tsáchilas, Ecuador. Hasta 2024 jugó en la Segunda Categoría de Ecuador.
Estaba afiliado a la Asociación de Fútbol No Amateur de Santo Domingo de los Tsáchilas.
Durante el torneo de Segunda en Santo Domingo de los Tsáchilas sin la presencia del histórico club santodomingueño que, con esto, sentenció su fin en el profesionalismo. Las deudas y malas dirigencias acabaron con el equipo que termina perdiendo la categoría y desapareciendo el 14 de junio de 2022.

## Historia
El se fundó bajo el nombre de Club Deportivo Puerto Quito y fue ratificado como Club Deportivo Especializado Puerto Quito el 6 de octubre de 2015, es un club muy joven, con poco recorrido en el fútbol profesional, apenas en el año 2016 lográ ingresar como club afiliado a AFNA y así poder participar de los torneos profesionales de Segunda Categoría. Tuvo una destaca participación en la Copa Pichincha de la temporada 2015, quedando vicecampeón, esto le permitió conseguir el ascenso a Segunda Categoría de Pichincha.
El club en su intención de hacer un buen papel en el torneo de Segunda Categoría de Pichincha 2016, se ha reforzado con jugadores que ya han tenido experiencia en el fútbol profesional de Segunda Categoría, por tal razón la mayoría de la plantilla está formada por la base de jugadores de Águilas de Santo Domingo de la temporada pasada, equipo que logró el campeonato provincial.
La base de jugadores fue alimentada por jugadores locales del cantón Puerto Quito, el cantón es un semillero de deportistas y en este caso de futbolista jóvenes, el cual se combina con la experiencia, por eso la directiva ha contratado al experimentado jugador Álex George quien tiene un amplio recorrido en clubes de Segunda Categoría. 
Los primeros partidos en la era profesional fueron amistosos como el que jugó contra Sociedad Deportivo Quito con un resultado en contra de 1 - 5; en el Campeonato de Segunda Categoría de Pichincha tuvo un inicio increíble ganando 4 partidos seguidos y un empate, hasta la fecha seis donde obtuvo su primera derrota en la Segunda Categoría, fue contra F. C. UIDE en Quito con el marcador de 1 - 0. Cerró como campeón de Pichincha y se clasificó a los zonales, en la segunda fase logró obtener el segundo lugar y clasificarse a la tercera etapa, ya en la tercera etapa quedó segundo con igual cantidad de puntos del primero pero con un gol menos lo que lo dejó fuera del cuadrangular final, en el torneo de Segunda Categoría de Pichincha 2017 terminaría siendo subcampeón detrás de la Espoli, mientras que el Segunda Categoría de Ecuador 2017 lograría ser campeón al empatar a cero goles en la última fecha ante el Orense Sporting Club, dándole su primer campeonato y el ansiado ascenso a la Serie B.

### Cambio de razón social
El 10 de mayo de 2019 la dirigencia decidió cambiar la razón social del equipo, pasando a llamarse Club Atlético Santo Domingo, el motivo del cambio se debe a que existía la necesidad de que el equipo tenga un sentimiento de pertenencia con la sede donde disputa sus partidos de local, que es la provincia de Santo Domingo de los Tsáchilas.

### Descenso a Segunda Categoría
El domingo 30 de octubre de 2022 empata 1-1 ante Búhos ULVR en el estadio Pablo Sandiford de Durán y se confirma el paso a la Segunda Categoría del fútbol ecuatoriano.

## Uniforme

### Evolución del uniforme titular
| 2017 | 2018 | 2019-I | 2019-II | 2020 | 2021 | 2022 |

### Evolución del segundo uniforme
| 2017 | 2018 | 2019-I | 2019-II | 2020 | 2021 | 2022 |

### Evolución del tercer uniforme
| 2018 | 2021 | 2022 |

### Patrocinadores e indumentaria
La camiseta actual lleva la marca de Yeliyan y su patrocinador principal es CNT.

## Estadio
Durante su desempeño en los torneos de Copa Pichincha y Segunda Categoría Provincial y Nacional, utilizó como sede para sus encuentros al estadio de la Liga Deportiva Cantonal de Puerto Quito, en la ciudad de Puerto Quito, provincia de Pichincha. Para la temporada 2018, el Deportivo Puerto Quito no puede usar dicho estadio, debido a que no cumplía con los requerimientos exigidos por la FEF para torneos de la Serie B; por tal motivo, la dirigencia gestionó con la Aso de Santo Domingo para poder disputar sus partidos de local en el Estadio Etho Vega.

## Jugadores

### Plantilla 2022
- Última actualización: 6 de julio de 2022.

## Datos del club
- Temporadas en Serie B: 5 (2018-2022)
- Temporadas en Segunda Categoría: 4 (2016-2017, 2023-2024)
- Mejor puesto en la liga: 6.° (Serie B 2018).
- Peor puesto en la liga: 9.° (Serie B 2022).
- Mayor goleada a favor en torneos nacionales:
  - 4 - 0 contra América de Quito (27 de julio de 2022).
- Mayor goleada en contra en torneos nacionales:
  - 4 - 0 contra Gualaceo (8 de marzo de 2020).
- Máximo goleador histórico: Fabricio Vergara (26 goles anotados en partidos oficiales).
- Máximo goleador en torneos nacionales:
- Primer partido en torneos nacionales:
  - Gualaceo 1 - 1 Puerto Quito (4 de marzo de 2018 en el Estadio Alejandro Serrano Aguilar).

## Palmarés

### Torneos nacionales
| Competición                        | Títulos | Subcampeonatos |
| ---------------------------------- | ------- | -------------- |
| Segunda Categoría de Ecuador (1/0) | 2017.   |                |

### Torneos provinciales
| Competición                          | Títulos | Subcampeonatos |
| ------------------------------------ | ------- | -------------- |
| Profesional                          |         |                |
| Segunda Categoría de Pichincha (1/1) | 2016.   | 2017.          |
| Amateur                              |         |                |
| Copa Pichincha (0/1)                 |         | 2015.          |